# Harraoua
Hraoua ou encore Heuraoua est une commune de la wilaya d'Alger en Algérie, située dans la banlieue est d'Alger. Elle est limitée à l'est par le lac de Reghaïa.

## Géographie

### Situation
Harraoua est une commune côtière située à environ 30 km à l'est d'Alger, au nord-est de la wilaya d'Alger. Le chef-lieu de la commune est situé à 2 km des plages de Terfaya et de Kadous.
| Aïn Taya, Forêt d'Aïn Taya.       | Aïn Taya | Mer Méditerranée, Lac de Réghaïa |
| Rouïba, Forêt de Bordj El Kiffan. | H'raoua  | Reghaïa, Forêt de Réghaïa        |
| Rouïba                            | Rouïba   | Reghaïa                          |

## Histoire
La commune de H'raoua est issue du découpage administratif de 1984, elle faisait auparavant partie de la commune d'Aïn Taya. À l'origine Haouch Heraoua est un petit village  qui dépendait de Rouiba.

## Transports
- La commune est desservie par la RN24 qui la traverse en diagonale du nord-ouest au sud-est.
- Une nouvelle voie rapide (2 × 2 voies) contourne la commune par le sud pour rejoindre la RN24 à l'Est. Elle permet de rejoindre Alger sans avoir à traverser les agglomérations de Reghaïa ou Ain Taya.

### Routes
La commune de Harraoua est desservie par plusieurs routes nationales:
- Route nationale 24: RN24 (Route de Béjaïa).

## Urbanisme

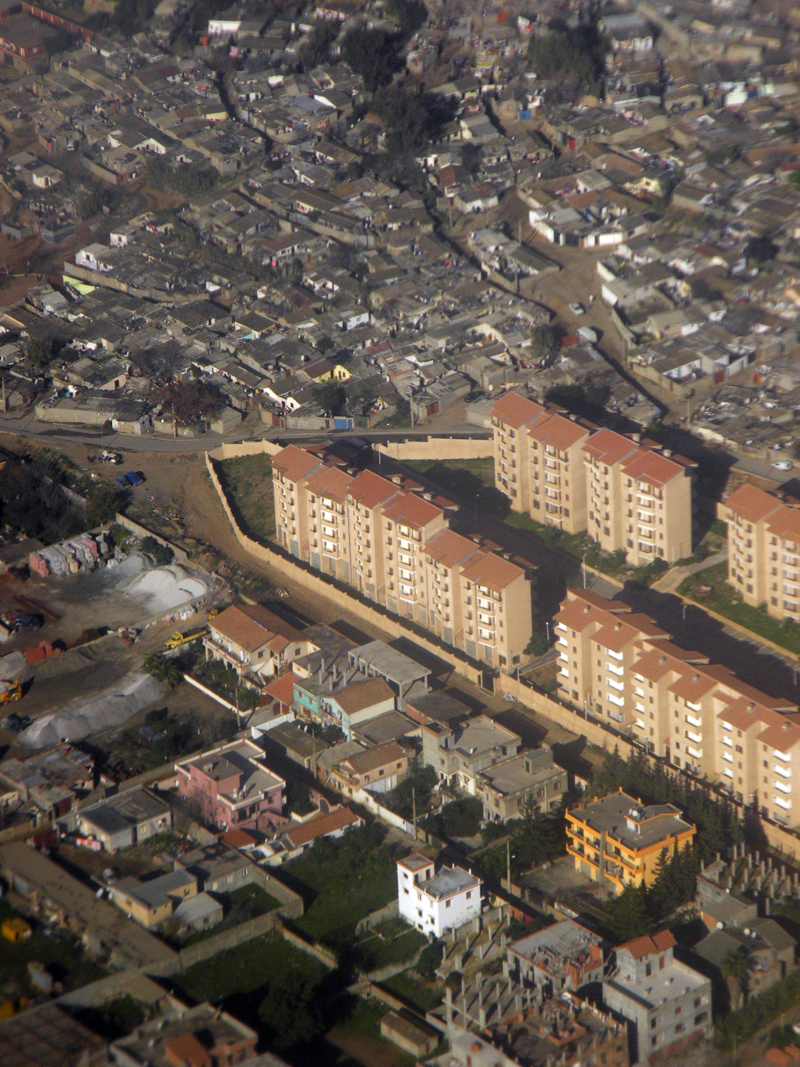
Différents types d’habitations à Ain Kahla.

H'raoua ayant été historiquement un Haouch, il ne dispose pas d'un cœur urbain à l'instar des villages qui l'entourent. La commune est constituée de quatre noyaux urbains qui tendent à se rejoindre le long de la route nationale, il s'agit du chef-lieu, des quartiers Ouled Maâmar à l'Ouest, Ain Kahla à l'Est et Braidia au Sud-Est.
- En 2002, la commune a bénéficié d'un programme de construction de 1985 logements par l'Agence De Développement du Logement (AADL). Cet ensemble d'immeubles est situé à l'Ouest, du côté d'Ouled Maâmar.

## Démographie
H'raoua était jusqu'à une dizaine d'années une commune rurale mais elle a été urbanisée à grande vitesse en 20 ans, puisqu'elle a connu une progression de 112 % en 16 ans.
| 1987   | 1998   | 2008   |
| ------ | ------ | ------ |
| 11 551 | 18 167 | 27 565 |